# Jawhar

Bandera

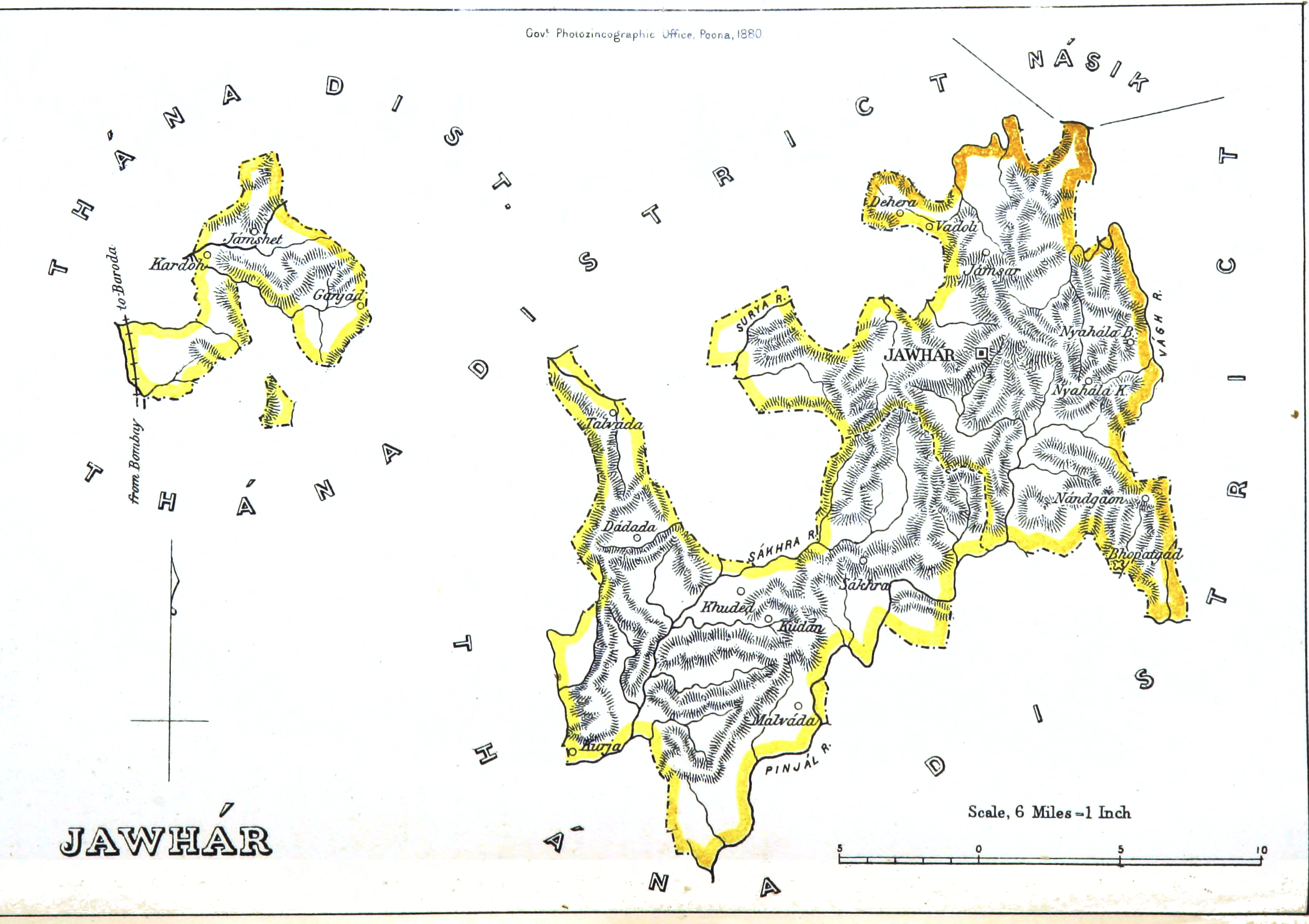
Mapa del 1855

Jawhar fou un estat tributari protegit situat dins els límits del districte britànic de Thana a la presidència de Bombai, avui districte de Thana al nord de Maharashtra, amb una superfície de 803 km².

## Geografia
Està format per dos trossos separats i desiguals, el més gran al nord-est del districte de Thana i el més petit al nord-oest. La major part del país és un altiplà d'uns 300 metres d'altura mitjana sobre la plana de Konkan quedant a l'est els Ghats Occidentals que poden ser creuats per Chinchutara i Gonde al nord i per Dhondmare i Shir al sud; a la part occidental la ruta cap a Bombai es feia pels passos Kasatwadi i Deng, arribant fins a Kelghar. Els rius principals són el Deharji, el Surya, el Pinjali i el Vagh.

## Població
La població el 1881 era de 48.556 persones amb 116 pobles; el 1901 era de 47.538 habitants i 108 pobles; i el 1931 de 57.261 habitants amb 108 pobles. La majoria de la població era hindú (un 98%); els musulmans eren l'1%; per un probable error el 85% de la població estava classificada a "altres" el 1881. L'única pooblació rellevant era Jawhar, la capital, situada a 19° 56′ N, 73° 16′ E / 19.933°N,73.267°E amb 3.567 habitants el 1901. A Bhopatgarg, a uns 15 km al sud de la capital, hi ha les ruïnes d'un antic fort.
La dinastia local era la Mukne, i la successió seguia l'orde de primogenitura; els britànics li van concedir el 1890 un sanad garantint el dret d'adopció; excepte la nazarana, o obligacions de la successió en cas d'adopció, l'estat no pagava cap més tribut al govern. El control polític anava a càrrec del col·lector de Thana.

## Història
Jawhar estava governada per un raja varli fins que fou dominada parcialment per un cap koli anomenat Paupera o Jayaba que va utilitzar un estratagema similar al de la reina Dido a Cartago amb la pell d'un búfal. Jayaba (Jai Deo) fou sucvceit pel seu fill Nim Shah, que va rebre el títol de raja del sobirà de Delhi el 5 de juny de 1343, jornada que fou declara l'inici d'una nova era. El raja Deobarao fou capturat pel sultà bahmànida Sultan Ahmed Shah (1422-1435) i fou sentenciat a mort però la filla del sultà es va enamorar del raja i va suplicar al seu pare el perdó, que fou concedit a canvi de la conversió a l'islam, podent llavors casar-se amb la filla, retornant a Jawhar on va governar fins a la seva mort, però on els seus fill foren exclosos de la successió pel seu canvi de religió.
Els sultans d'Ahmedabad que dominaven la costa de Thana no van interferir en els afers de Jawhar a l'interior, però més tard els portuguesos es va iniciar una lluita constant que va durar la major part del segle XVI i el començament del XVII. Llavors el sobirà de Jawhar, aliat a l'emperador mogol, va poder assolar les possessions portugueses al nord del Konkan i estendre el seu territori de Vasai a Dahanu. El raja Vikramshah va mantenir una flota a Sanjan per controlar als pirates portuguesos que van haver de pagar un tribut (chauth o quart) per la zona de Nagar Haveli; es va unir a Chatrapati Shivaji a Shirpaumal (a Jawhar) i va ajudar al maratha en el saqueig de Surat el 1664 i va morir el 1678 en la batalla de Salher contra Moropant Pingle. Posteriorment els marathes van atacar el principat diverses vegades i van arrabassar al sobirà molts territoris obligant-lo a pagar tribut. Del 1765 al 1768 va estar sota domini d'un delegat del peshwa. Després va passar als britànics. El 1881 el govern britànic va imposar la supressió de les taxes de trànsit. Martand Rao (1917-1926) va obtenir salutació hereditària de 9 canonades.

## Bandera
La bandera era rectangular forcada de color safrà. Al cantó superior del pal un sol o estrella d'onze puntes.

## Llista de rages
1. Jaideorao maharaj mukne (JAYABA) vers 1340
2. Shrimant Raja NEMSHAH I 1343-?
3. Shrimant Raja BHIMSHAH (Bhimrao)
4. Shrimant Raja MOHAMEDSHAH (Deobarao) vers 1425
5. Shrimant Raja KRISHNASHAH I
6. Shrimant Raja NEMSHAH II
7. Shrimant Raja VIKRAMSHAH I ?-1678
8. Shrimant Raja PATANGSHAH I 1678- ?
9. Shrimant Raja KRISHNASHAH II
10. Shrimant Raja VIKRAMSHAH II ? -1740
11. Shrimant Raja KRISHNASHAH III (MALOJIRAO) 1740-1765
12. Shrimant Raja PATANGSHAH II (GANGADHARRAO) 1765-1798
13. Shrimant Raja VIKRAMSHAH III (MALOJIRAO) 1798-1821
14. Shrimant Raja PATANGSHAH III (HANUMANTRAO) 1821-1865
15. Shrimant Raja VIKRAMSHAH IV (MADHAVRAO) 1865-1866 (adoptat)
16. Shrimant Raja PATANGSHAH IV VIKRAMSHAH (MALHARRAO) el Gran (adoptat) 1866-1905
17. Shrimant Raja KRISHNASHAH IV (GANPATRAO) 1905-1917
18. Shrimant Raja VIKRAMSHAH V (MARTANDRAO Bhau Sahib) 1917-1926
19. Shrimant Raja PATANGSHAH V (YESHWANTRAO) 1927-1948